# ゴチャ・まぜっ!日曜日
ゴチャ・まぜっ!日曜日（ごちゃまぜにちようび）は、MBSラジオで放送されていたラジオ番組。
本項では2010年から2011年にかけて同時間帯で放送されていた『また×3ゴチャ・まぜっ!』（またまたまたごちゃまぜ）についても記載する。

## 概要
本節を含め放送日などはあくまで暦日で表記しているため、注意のこと。
2010年秋の番組改編で新設された『ゴチャ・まぜっ!』の1番組である。
2010年10月11日より『また×3ゴチャ・まぜっ!』として番組スタート。ただし第1回放送は、9月19日にイナズマロックフェス2010会場で行われた『ゴチャ・まぜっ!』と『飛び出せ!イマドキッ』の合同公開録音の模様を放送したため、実質的な放送開始は18日の第2回からになる。
2011年秋の番組改編で『ゴチャ・まぜっ!』の他番組が、火曜日から木曜日の深夜に放送時間を変更するのに伴い、10月30日より『ゴチャ・まぜっ!日曜日』と改題、同時に放送時間が60分へと拡大された。
2014年春の番組改編で『ゴチャ・まぜっ!』がリニューアルされることとなり、3月31日放送回をもって終了。次長課長と篠崎愛は『アッパレやってまーす!』に引き続き出演する。

## 放送時間
ゴチャ・まぜっ!日曜日
- 2012年12月3日 - 2014年3月31日:月曜日1時00分 - 2時00分（日曜深夜）
- 2011年10月31日 - 2012年11月26日:月曜日0時30分 - 1時30分

また×3ゴチャ・まぜっ!
- 2010年10月11日 - 2011年10月24日:月曜日1時00分 - 1時30分

## 出演者

### 最終回時の出演者
- 次長課長 (河本準一・井上聡)
- Rio
- 篠崎愛
- 増井みお (PASSPO☆)

### 歴代出演者
| 放送期間               | 放送期間               | 出演者                      | 出演者   | 出演者                        |
| ---------------------- | ---------------------- | --------------------------- | -------- | ----------------------------- |
| 2010年10月18日・25日   | 2010年10月18日・25日   | 井上聡 (次長課長)           | 西田麻衣 | ケンドーコバヤシ              |
| 2010年11月1日・11月8日 | 2010年11月1日・11月8日 | 井上聡 (次長課長)           | 西田麻衣 | 山里亮太 (南海キャンディーズ) |
| 2010年11月15日         | 2011年10月24日         | 次長課長 (河本準一・井上聡) | 手島優   | Rio                           |

| 放送期間       | 放送期間      | 出演者                      | 出演者 | 出演者 | 出演者       | 出演者             |
| -------------- | ------------- | --------------------------- | ------ | ------ | ------------ | ------------------ |
| 2011年10月31日 | 2012年4月16日 | 次長課長 (河本準一・井上聡) | 手島優 | Rio    |              |                    |
| 2012年4月23日  | 2013年4月15日 | 次長課長 (河本準一・井上聡) | 手島優 | Rio    | おかもとまり | おかもとまり       |
| 2013年4月22日  | 2014年3月31日 | 次長課長 (河本準一・井上聡) |        | Rio    | 篠崎愛       | 増井みお (PASSPO☆) |

### 出演者注釈
1. ↑  2010年10月11日までは『またまたゴチャ・まぜっ!』に出演。
2. ↑  2010年11月22日からは『ゴチャ・まぜっ!』に出演。
3. 1 2  河本準一の代打として出演。
4. ↑  『また×2ゴチャ・まぜっ!』レギュラー。
5. ↑  『まだまだゴチャ・まぜっ!!〜集まれヤンヤン〜』レギュラー。
6. ↑  2009年10月27日までは『やきぐりバンバンコンマ1』に出演。
7. ↑  2010年4月4日までは『まだまだゴチャ・まぜっ!!〜集まれヤンヤン〜』に出演。
8. ↑  2014年4月4日からは『アッパレやってまーす!木曜日』に出演。
9. ↑  2013年4月16日からは『ゴチャ・まぜっ!月曜日』に出演。
10. ↑  2013年4月10日までは『ゴチャ・まぜっ!火曜日』に出演。
11. ↑  2014年4月1日からは『アッパレやってまーす!火曜日』に出演。

## コーナー

### 最終回時のコーナー
お便りのコーナー
普通のお便りを紹介するコーナー。ただしリスナーからの投稿が採用されることは稀で、ほとんどの投稿はペンネーム「Rioっち」や「てじー」からも解るとおり、出演者が書いたものが採用されている。
AeLL.村体験日記
篠崎愛が所属するアイドルグループAeLL.が、ファンと共に開拓しているAeLL.村。このAeLL.村開拓に参加したファンから体験談を募集するコーナー。

### 過去のコーナー
そのときあなたはDo you know?(どうゆうのー)
Rio、篠崎愛、増井みおが様々なシチュエーションにどう対応するのか、次長課長との掛け合いで発表するコーナー。
ゴチャ日子供相談室
女性に関する疑問を募集し、手島優、Rio、おかもとまりが回答するコーナー。
TRMゴチャ日総選挙
手島優(てじー)、Rio、おかもとまり(まり)の3人が毎週異なるテーマに基づき自己アピールを行い、最終的に井上が順位を決定するコーナー。
Rioのわたし聞こえちゃいました
様々な物事の声が聞こえるRioが、同じ能力をもつリスナーが聞いたという声を募集し読み上げるコーナー。
てじーの人気者になりたい
手島優がどうすれば人気者になれるかを募集するコーナー。
シーナ茜を見たのコーナー
『オールスター感謝祭』のマラソンコーナー以外のシーナ茜目撃談を募集するコーナー。
甘えん坊将軍
手島優とRioの対決制で、テーマに沿って女性出演者が男性に甘えたセリフを言い、次長課長と石割Dの3人が多数決で判定を行うコーナー。ただし石割DがRio派という理由により、手島が勝利したことはない。
第一回戦はリスナーからの投稿による台詞、第二回戦は手島は河本がRioは井上が考えた台詞、第三回戦は読み上げる当人が考えた台詞で対決を行う。
教えてまいぷりんのオッパイ
リスナーから西田麻衣のオッパイのやわらかさがどのくらいなのか物体に例えて、そのあと西田がオッパイとその物体を触って比べるコーナー。
ゲームオーバー
リスナーからゲームオーバーだと思うつらい体験を募集するコーナー。河本復帰以前の回で行われていた。

## 話題
- 番組レギュラーとして告知されていた次長課長河本だが、番組開始当初は急性すい炎で入院していたため、ケンドーコバヤシと南海キャンディーズ山里が河本の代打として出演した。そして番組レギュラーとして出演していた西田麻衣も、河本復帰直前の2010年11月8日放送回をもって降板することを発表。西田は11月22日放送回より『ゴチャ・まぜっ!』にレギュラー出演している。
河本は新レギュラーの手島優やRioと共に、11月15日放送回より出演。同時にコーナーも一新され新体制で放送されることとなった。
- 2011年1月3日:前時間帯で放送されている『また×2ゴチャ・まぜっ!』とのコラボ企画『お正月だよ!またまた・またまたまたゴチャ・まぜっ! ぶちぬき90分スペシャル!』として放送。
- 2011年3月14日/21日:東北地方太平洋沖地震の影響で特別編成となり放送休止。28日には14日放送予定回を放送し、4月4日放送回は地震発生後に収録した内容を放送[1]。
- 2013年1月7日:放送休止。

## スタッフ
- プロデューサー:神津梓
- ディレクター:石割聡（通称：石割D）
- 構成:岸本尚久（通称：ベティー）
  - 構成:小林仁（2011年末頃まで）